# Hermanas Pasionistas de San Pablo de la Cruz
La Congregación de Hermanas Pasionistas de San Pablo de la Cruz (oficialmente en latín: Congregatio Sororum Sancti Pauli a Cruce) es una congregación religiosa católica femenina de derecho pontificio, fundada por la marquesa italiana María Magdalena Frescobaldi, en Florencia, en 1815. A las religiosas de este instituto se les conoce como hermanas pasionistas y posponen a sus nombres las siglas C.P.

## Historia

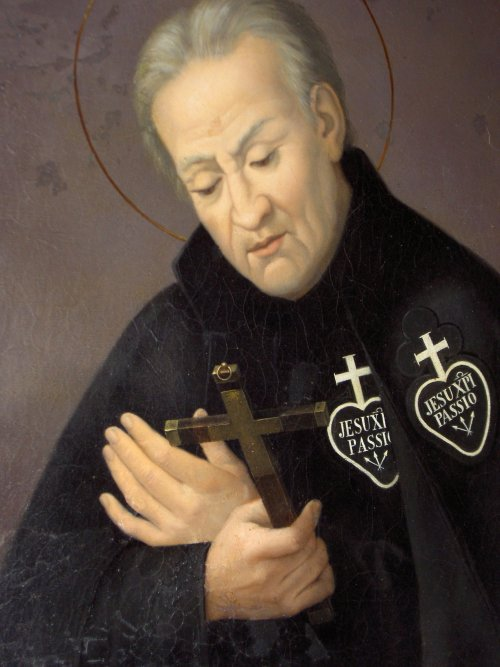
Pablo de la Cruz (1694-1775), cotitular de la congregación.

La marquesa florentina María Magdalena Frescobaldi, luego de enviudar, se dedicó de manera especial a las obras de caridad en medio de las mujeres que se dedicaban a la prostitución. En 1815, cuatro jóvenes a la cabeza de Frescobaldi y con el apoyo del papa Pío VII, iniciaron a hacer vida comunitaria, con el fin de convertirse en una congregación religiosa dedicada a rescatar a las mujeres que vendían su cuerpo por necesidad. El nombre del nuevo instituto era Siervas de la Pasión de Nuestro Señor Jesucristo. Para el mismo, la fundadora adaptó las Constituciones de las monjas pasionistas, fundadas por Pablo de la Cruz, a la vida pastoral.
La congregación fue suprimida por las leyes anticlericales del gobierno italiano en 1866, las religiosas se dispersaron. Solo dos de ellas mantuvieron vivo el deseo de continuar con el instituto, así, con la ayuda del sacerdote Giuseppe Fiammetti, en 1872, se restauró el instituto con el nombre de Hermanas Pasionistas de San Pablo de la Cruz. En 1875, recibió la aprobación de la arquidiócesis de Florencia y el 17 de junio de 1931, la aprobación pontificia.

## Organización
La Congregación de Hermanas Pasionistas de San Pablo de la Cruz es un instituto religioso centralizado, cuyo gobierno es ejercido por la superiora general, a la que sus miembros llaman Madre general. En el gobierno del instituto la Madre es ayudada por su consejo, elegido para un periodo de seis años. La sede central se encuentra en Roma.
Las hermanas pasionistas tienen una doble misión: contemplativa y apostólica, por lo cual se dedican a la contemplación de la Pasión de Jesucristo y de los Dolores de la Virgen María; y ejercen su apostolado en medio de las personas, cuya dignidad humana se haya visto denigrada: prostitutas, marginados y abandonados. Además, integran a sus actividades, la educación cristiana de la juventud y la atención de enfermos, ancianos y necesitados. La congregación hace parte de la Familia pasionista.
En 2015, el instituto contaba con unas 996 religiosas y 158 comunidades, presentes en: Australia, Bélgica, Bielorrusia, Bolivia, Brasil, Bulgaria, Canadá, Colombia, Corea del Sur, Costa de Marfil, Cuba, Ecuador, España, Filipinas, Francia, India, Indonesia, Italia, Kenia, Nigeria, Panamá, Paraguay, Perú, Polonia, Portugal, República Democrática del Congo y Tanzania.